# Hormaphidinae
Hormaphidinae es una subfamilia de pulgones de la familia Aphididae. Algunos taxónomos la tratan como una familia separada (Hormaphididae).

## Géneros

### Tribu: Cerataphidini
Aleurodaphis -
Astegopteryx -
Cerataphis -
Ceratoglyphina -
Ceratovacuna -
Chaitoregma -
Glyphinaphis -
Ktenopteryx -
Pseudoregma -
Tuberaphis

### Tribu: Hormaphidini
Doraphis -
Hamamelistes -
Hormaphis -
Protohormaphis -
Tsugaphis

### Tribu: Nipponaphidini

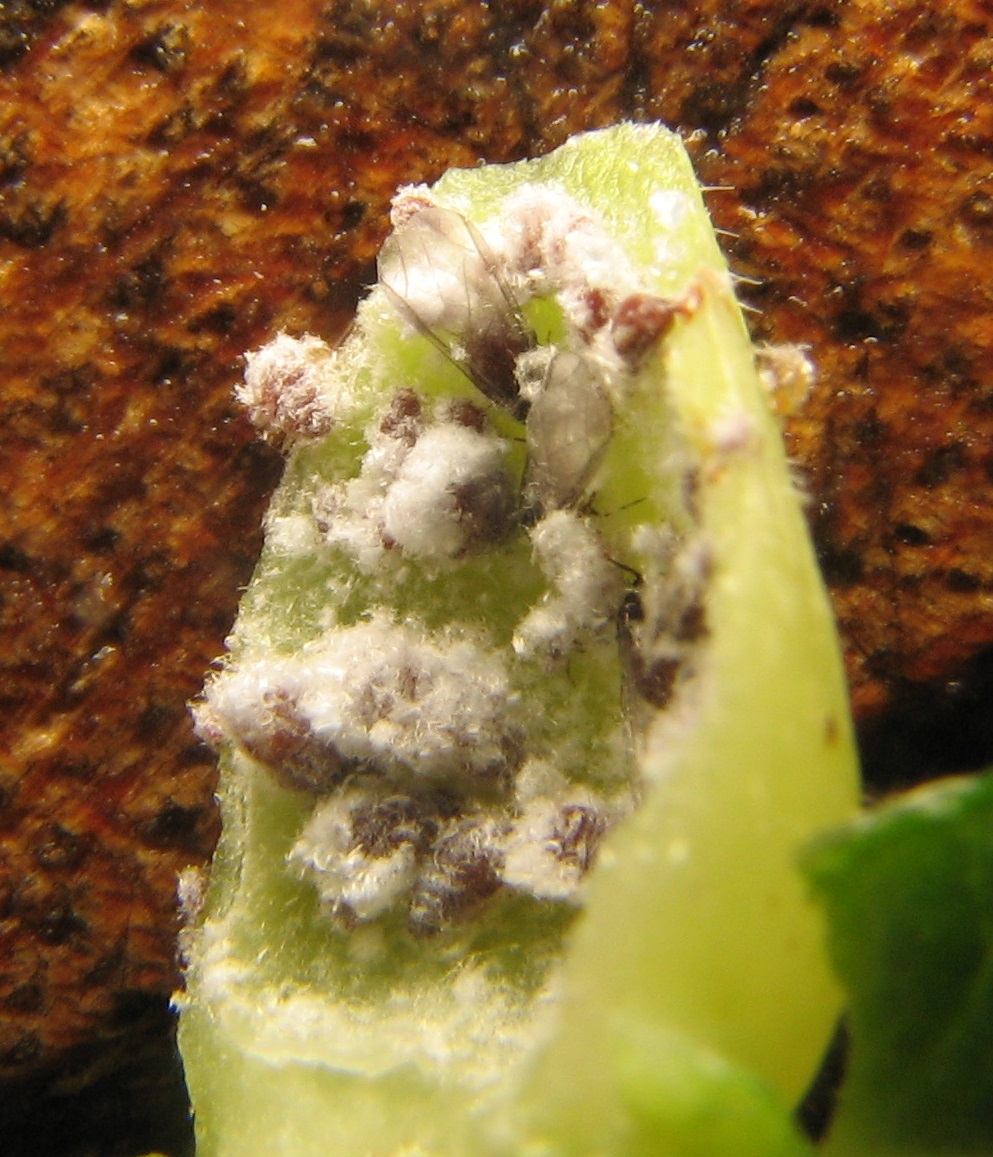
Hormaphis hamamelidis, interior de una agalla

Allothoracaphis -
Asiphonipponaphis -
Dermaphis -
Dinipponaphis -
Distylaphis -
Euthoracaphis -
Indonipponaphis -
Lithoaphis -
Mesothoracaphis -
Metanipponaphis -
Metathoracaphis -
Microunguis -
Monzenia -
Neodermaphis -
Neohormaphis -
Neonipponaphis -
Neoreticulaphis -
Neothoracaphis -
Nipponaphis -
Paranipponaphis -
Parathoracaphis -
Parathoracaphisella -
Pseudothoracaphis -
Quadrartus -
Quernaphis - 
Reticulaphis - 
Schizoneuraphis -
Sinonipponaphis -
Thoracaphis